# Ruta Estatal de Alabama 13
La Ruta Estatal de Alabama 13, y abreviada SR 13 (en inglés: Alabama State Route 13) es una carretera estatal estadounidense ubicada en el estado de Alabama, cruza los condados de Fayette, Walker , Winston, Marion y Franklin. La carretera inicia en el Sur desde la  U.S. Route 43 al oeste de Berry, Alabama y finaliza en la  U.S. Route 43 al sur de Russelville, Alabama, tiene una longitud de 540,73 km (335.9 mi). La mayor parte de la longitud es señalada como US-43.

## Mantenimiento
Al igual que las autopistas interestatales, y las rutas federales y el resto de carreteras estatales, la Ruta Estatal de Alabama 13 es administrada y mantenida por el Departamento de Transporte de Alabama por sus siglas en inglés ALDOT.

## Cruces
La Ruta Estatal de Alabama 13 es atravesada principalmente por la I-22/US 78 en Eldridge y por la  US 278     en Natural Bridge, Alabama.